# Fritz Schilgen
Fritz Schilgen (ur. 8 sierpnia 1906 w Kronberg im Taunus, zm. 12 sierpnia 2005 w Kronberg im Taunus) – niemiecki lekkoatleta, który zapalił pierwszy znicz olimpijski na Letnich Igrzyskach Olimpijskich w 1936 w Berlinie.
Schilgen urodził się w 1906 w Kronberg im Taunus koło Frankfurtu nad Menem jako drugi syn rektora kronbergerskiego uniwersytetu.